# Ghelaelo
Ghelaelo är ett distrikt i Eritrea.   Det ligger i regionen Norra rödahavsregionen, i den östra delen av landet, 150 km öster om huvudstaden Asmara.